# De Oosterhof
De Vaassense wijk de Oosterhof is vanaf 1983 ontstaan. Midden in de toenmalige weilanden werd in enkele jaren een nieuwbouwwijk gebouwd.
De wijk ligt aan de oostgrens van Vaassen in de Nederlandse provincie Gelderland.

## Geschiedenis
De naam van de Oosterhof is afkomstig van een oud buitenhuis dat iets buiten de huidige wijk lag.
De heren van de Cannenburgh boden de rooms-katholieken van Vaassen een onderdak door op de Oosterhof een schuurkerk in te richten. Deze stond op de plaats van het huidige parochiehuis van de rooms-katholieke parochie. In 1832 werd een Waterstaatskerk gebouwd bij deze plaats. Deze Waterstaatskerk werd in 1917 vervangen door de huidige parochiekerk.
Aan het complex van rooms-katholieke gebouwen op de Oosterhof is door Monumentenzorg in het begin van de 21e eeuw de monumentenstatus toegekend. Het beschermde complex bestaat uit de kerk, het parochiehuis, het voormalige zusterhuis, de voormalige kleuterschool, het koetshuis en het kerkhof.

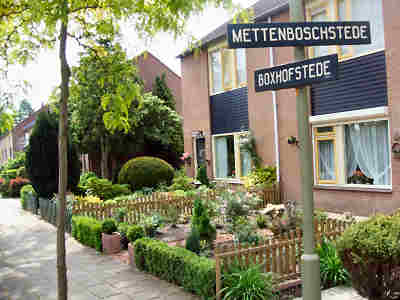
Oosterhof in Vaassen

## Straatnamen
De straten in de wijk zijn genoemd naar de namen van oude boerderijen uit de omgeving.
- Boergonjestede

- Boxhofstede
- Cromme Ackerstede
- De Oldehofstede
- Egstede
- Gaffelstede
- Grotenkampstede
- Haalstede
- Holthuyzenstede
- Hommelbrinkstede
- Koekampstede
- Kortestede
- Kruethofstede
- Langestede
- Martenshofstede
- Mettenboschstede
- Mullershofstede
- Ploegstede
- Passtede
- Sikkelstede
- Vriezinnenstede
- Wanstede
- Zichtstede